# Kênh Chợ Hội
Kênh Chợ Hội là một con sông đổ ra Kênh Xáng Quản Lộ - Phụng Hiệp. Sông có chiều dài 11 km và diện tích lưu vực là km². Kênh Chợ Hội chảy qua các tỉnh Bạc Liêu, Cà Mau.